# Silfwerbrand
Silfwerbrand (även Silfverbrand) är en svensk adelsätt. 

## Historik

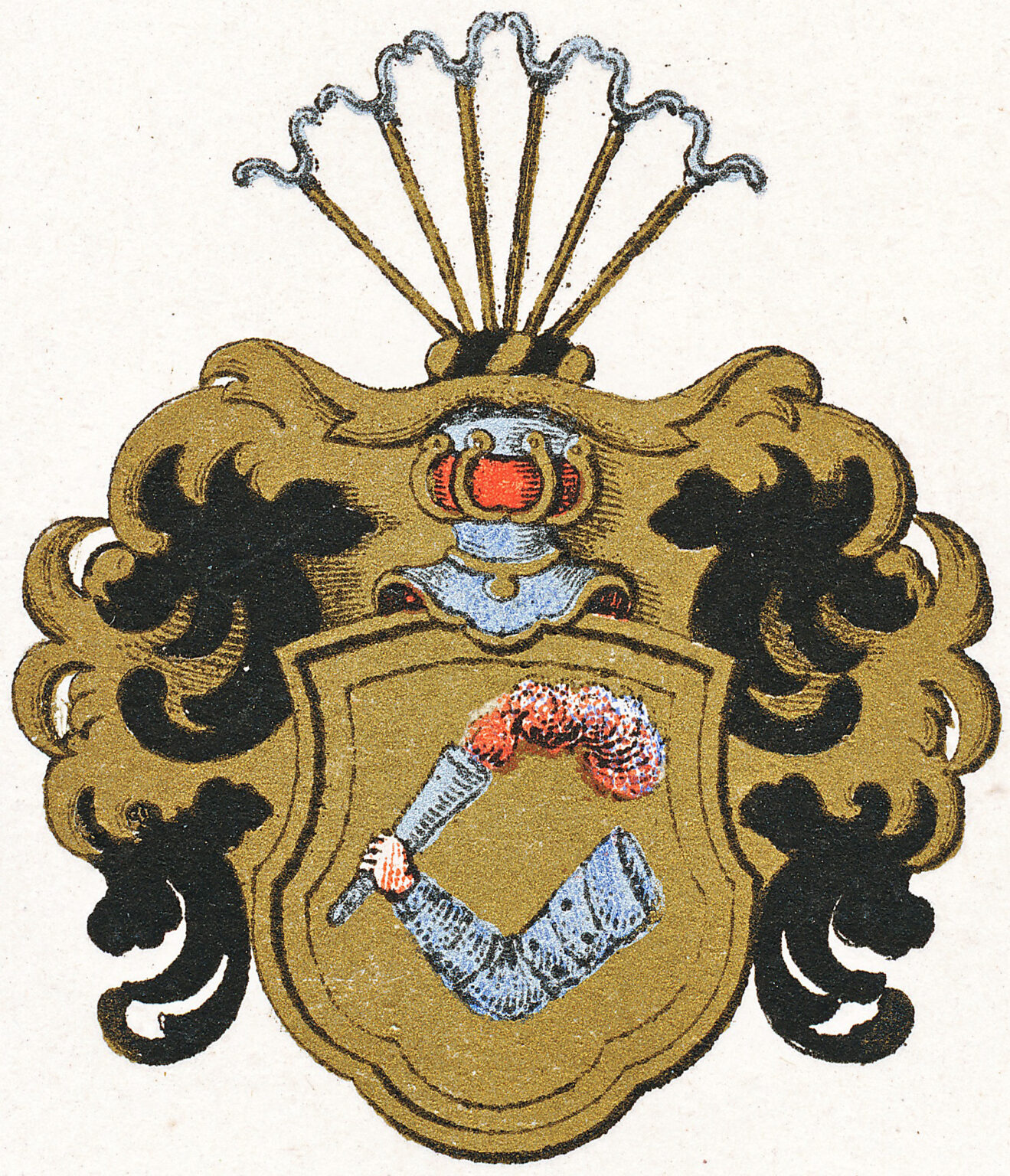
Ättens vapen i Stiernstedt och Klingspors vapenbok (1865).

Ätten stamfader var Jöns Eriksson till Fagerhult i Kråkshults socken och Husnäs i Karlstorps socken, vilket sistnämnda allodialsäteri han tillöste sig. Han var född i Småland, kom i tjänst som soldat för hemmanet Räfsebo (möjlig. i Rydaholms socken) och kallades då Räfsebo-Jösse.
Han blev 1627 löjtnant vid Södermanlands regemente, kapten 1632 och Regementskvartermästare 1650. Han adlades s. å. 18/9 med namnet Silffwerbrandh (introd. s. å. under nr 508). Avsked 1655, sedermera major (kallades så 1665-07-06) troligen vid Smålands infanteri, men hade avsked från denna tjänst 16711. Han avled 1693 på Fagerhult och begravdes i Kråkshults kyrka, där hans vapen uppsattes. Han fick av kung Gustaf II Adolf 1632 Eneboga i Lilla Malma socken, Södermanlands län i donation på livstidsfrihet och 1650 av drottning Kristina Snösvad i nämnda socken under Norrköpings besluts villkor, då samtidigt Eneboga konfirmerades under sistnämnda villkor, men bortbytte 1661 Eneboga, som under tiden gjorts till säteri, till Hans Ulfsparre. 1671 intygades att han vore vid »hög ålder och af stoor swagheet», så att han ej själv kunde uppvakta i reduktionskollegium. Han fick genom sitt tredje gifte Värebol i Väckelsångs socken. Gift 1:o med okänd kvinna. Gift 2:o efter 1652-04-28, men före 1661-05-27, med adelsdam Anna Christina Påhlman (som levde 1669). Gift 3:o 1670, då makarna gjorde ömsesidigt testamente, med Susanna Ulfsax, som efterlevde änka 1694.Otto Silfverbrand
Jöns Silfwerbrand fick fem söner och tre döttrar, alla söner blev militärer.
Ätten uppflyttades 3/11 1778 i den då återinrättade andra klassen, riddarklassen. En gren som först överflyttade till Shanghai i Kina 1933 och sedan på 1950-talet till Kanada fortlever där. Medlemmar av huvudmannagrenen liksom en del övriga medlemmar skriver sig Silfverbrand.

## Blasonering
"En guul sköldh, der uthinnan en blåå harnisk arm i handen en brinnande feurbrandh och en öpen blåå hielm. Crantzen medh guult och svart fördeelt, äfven lijka som hielmteket är och ofvan oppå hielmen ähre sex uprätte musquete gafflar medh järnfärgor och skaften guula, aldeles som sielfva vapnet här mitt uppå med sine egentelige färgor ræpræsenterat och afmålat står."

## Kända medlemmar av ätten
- Otto Silfverbrand, riksdagsledamot